# 滝沢パーキングエリア
滝沢パーキングエリア（たきざわパーキングエリア）は、岩手県滝沢市にある東北自動車道のパーキングエリア (PA) である。

## 道路
- E4 東北自動車道

## 施設
東北自動車道で売店が設置してあるPAでは最北端である。

### 上り線（盛岡・仙台方面）
- 管理：ネクスコ東日本エリアトラクト[1]
- 運営：半田屋[2]
- 駐車場[2]
  - 大型 25台
  - 小型 16台
- トイレ[2]
  - 男性 大2（和式1・洋式1）・小4
  - 女性 6（和式3・洋式3）
    - 同伴の男児用 1

  - 車椅子用 1
- フードコート（半田屋　7:30-19:30）[2]
- ショッピング（7:30-19:30）[2]
- 自動販売機
- ウォークインゲート[2]

### 下り線（青森・八戸方面）
- 管理：ネクスコ東日本エリアトラクト[1]
- 運営：半田屋[3]
- 駐車場[3]
  - 大型 26台
  - 小型 20台
- トイレ[3]
  - 男性 大2（和式1・洋式1）・小4
  - 女性 6（和式3・洋式3）
    - 同伴の男児用 1

  - 車椅子用 1
- フードコート（半田屋　7:30-19:30）[3]
- ショッピング（7:30-19:30）[3]
- 自動販売機

## 隣
E4 東北自動車道
(42)盛岡IC - (42-1)滝沢中央SIC - 滝沢PA - (43)滝沢IC